# Doris Lessing
Doris Lessing CH, nascida Doris May Tayler (Quermanxá, 22 de outubro de 1919 — Londres, 17 de novembro de 2013), foi uma escritora britânica.
Autora de obra prolífica, que inclui trabalhos como as novelas The Grass is Singing e The Golden Notebook, sua obra cobre um vasto leque estilístico, indo da autobiografia à ficção científica, com claras influências do modernismo. Foi galardoada com o Nobel de Literatura de 2007, tendo a Academia Sueca apontado, como razão determinante, a existência na sua obra de características que fazem dela "a contadora épica da experiência feminina, que com cepticismo, ardor e uma força visionária escrutinou uma civilização dividida". Doris Lessing é a 11.ª mulher a ganhar este galardão nos seus 89 anos de história e a pessoa mais idosa que jamais o recebeu.

## Biografia
Doris Lessing foi oficialmente batizada como Doris May Tayler, em Quermanxá, no Curdistão iraniano,  onde viveu até os seis anos de idade. Filha do capitão Alfred Tayler e de sua mulher Emily Maude Tayler (nascida McVeagh), ambos cidadãos britânicos nascidos na Inglaterra. O seu pai tinha perdido uma perna durante a sua participação na Grande Guerra, e fora durante a sua convalescença da amputação que conhecera a sua futura esposa, então enfermeira no Royal Free Hospital de Londres. Após a Guerra, Alfred Tayler, que antes fora bancário, aceitou um emprego no Imperial Bank of Persia, que era um banco britânico que operou como banco estatal e banco central do Irã, entre 1889 e 1929, por concessão do governo iraniano ao banqueiro Paul Julius Reuter.
Assim,  a família Tayler mudou-se para Quermanxá, Irã (geralmente chamado Pérsia, no Ocidente, até 1930), onde Doris Lessing nasceu em 1919.
Em 1925, quando a comissão de serviço terminou, a família mudou-se para a colónia britânica da Rodésia do Sul (hoje o Zimbabwe), onde havia adquirido cerca de mil acres (cerca de 405 ha) de matagal e o pai se pretendia fixar como agricultor, cultivando ali milho e tabaco.
Apesar da rudeza do ambiente que a rodeava, a mãe de Lessing pretendia levar na nova fazenda uma vida eduardiana, o que talvez pudesse ter sido possível se a exploração prosperasse, o que não aconteceu, já que a fazenda, apesar do investimento e do esforço, não conseguiu atingir as expectativas criadas.
Doris foi educada na Escola Secundária do Convento Dominicano de Salisbúria (actual Harare), uma escola confessional só para raparigas operada pelas irmãs dominicanas. Nunca tendo gostado do ambiente criado pelas freiras que administravam a escola e em conflito permanente com a sua mãe, Doris abandonou a escola aos 13 anos, sendo autodidacta em toda a sua formação posterior.
Com o agudizar do conflito com a mãe, abandonou a casa aos 15 anos de idade, passando a trabalhar como ajudante de ama, tomando conta das crianças de uma família. Por essa altura começou a ler materiais sobre política e sociologia que lhe eram emprestados pelos patrões. Por essa época, começou a escrever.
Em 1937, Doris mudou-se para Salisbúria para trabalhar como telefonista, casando em 1939 com Frank Charles Wisdom, com quem teve dois filhos (um filho e uma filha), antes do casamento se desfazer em 1943, quando o casal se separa ficando as crianças com o pai.
Após o seu divórcio, Doris é atraída para o Left Book Club, um círculo de leitores de inspiração comunista, tendo aí encontrado o seu segundo marido, o alemão Gottfried Lessing, que viria mais tarde a ser nomeado embaixador da República Democrática Alemã no Uganda, onde foi assassinado em 1979 durante a rebelião contra Idi Amin Dada. Casaram em 1945 e tiveram um filho (Peter Lessing) pouco antes do casamento ter acabado em novo divórcio no ano de 1949. Doris, que optou por manter o apelido germânico do segundo marido, partiu então para Londres na companhia do filho.
Pouco depois de se fixar em Londres com o filho Peter, Doris Lessing publica o seu primeiro romance, The Grass Is Singing (A Canção da Relva), saído a público ainda em 1949. O seu livro mais famoso, e que representaria o seu lançamento como escritora consagrada, foi The Golden Notebook (O Carnê Dourado), publicado em 1962.
Devido às campanhas públicas contra as armas nucleares e contra o regime de apartheid na África do Sul, Doris Lessing foi banida daquele país e da Rodésia durante muitos anos. Lessing foi uma crítica áspera do thatcherismo.
Para demonstrar as dificuldades enfrentadas por novos autores que queiram ver os seus livros editados, em 1984, tentou publicar duas novelas sob o pseudónimo de Jane Somers. As novelas foram rejeitadas pelo seu editor britânico, mas aceitas por outro, Michael Joseph, e pela editora americana Alfred A. Knopf. A obra The Diary of a Good Neighbour foi publicada em 1983, e If the Old Could em 1984, tendo saído no Reino Unido e nos Estados Unidos da América ambas como escritas "Jane Somers”. Em 1984, ambas as novelas foram republicadas (Viking Books), como um volume único, sob o título de The Diaries of Jane Somers: The Diary of a Good Neighbor and If the Old Could, indicando Doris Lessing como a autora.
Doris Lessing declinou ser feita dama, mas aceitou receber a ordem honorífica da Order of the Companions of Honour nos finais de 1999 pelo seu conspícuo serviço à nação. Foi também feita Companion of Literature pela Royal Society of Literature.
A 11 de Outubro de 2007, Doris Lessing foi anunciada como agraciada do Nobel de Literatura. Com 87 anos de idade, ela é a pessoa mais idosa que jamais recebeu aquele galardão e o terceiro laureado mais idoso em qualquer das categorias do Prémio. Doris Lessing é a 11.ª mulher a receber o Nobel de Literatura nos seus 106 anos de história. Quando confrontada com a notícia de ser a galardoada de 2007, Doris Lessing disse aos repórteres que se tinham congregado frente à sua casa: "Ganhei todos os prémios existentes na Europa, todos sem excepção, por isso estou encantada por ganhá-los todos. É uma abada geral." O prémio vale £ 765 000 (cerca de € 900 000).
Doris Lessing faleceu na sua casa de Londres em 17 de novembro de 2013.

## Análise literária
Os temas abordados por Doris Lessing variam extensamente, passando pelo exame das tensões inter-raciais, a política racial, a violência contra as crianças, os movimentos feministas e a exploração do espaço exterior.
A produção literária de Lessing é em geral dividida em três fases distintas, embora interrelacionadas e intercorrentes:
- Temas de inspiração comunista (1944-1956), um período em que as temáticas sociais, encaradas de forma radical e sem compromisso, dominavam a sua produção literária. Embora de forma diferente, retornou a esta temática com a sua obra The Good Terrorist (1985);
- Temas de análise psicológica (1956-1969), intimistas e de carácter quase autobiográfico;
- Temas de inspiração sufista (1970-2000), explorados num ambiente de ficção científica enquadrado pela série Canopus.

Na série Canopus em Argos: Arquivos, Doris Lessing conduz o leitor ao mundo dos Impérios de Canopus e Sirius, num universo que aborda a colonização de planetas em esferas muito além do mundo físico das naves espaciais. Por isso mesmo a literatura de Doris Lessing tem sido denominada de ficção espacial.
Com a série Canopus em Argos: Arquivos, Doris Lessing transcendeu o realismo completamente, contudo restabelecendo-o dentro de um ajuste do espaço-tempo. Criou o que chama um mundo novo para mim mesma, autoconsistente e com possibilidades infinitas, um reino onde os mitos e lendas dos planetas deixaram de ser apenas manifestações de indivíduos sozinhos, onde sobrevêm os aspectos das rivalidades e das interacções do Império de Canopus com os outros impérios galácticos, Sirius, e seu inimigo, o império Puttoria, com seu planeta criminoso, Shammat.
Quando inquirida sobre qual dos seus livros considerava mais importante, Doris Lessing escolheu a série de ficção científica intitulada Canopus in Argos. Aquelas obras demonstram, de muitas perspectivas diferentes, os esforços de uma sociedade avançada em forçar o passo da evolução (veja também Progressor e Uplift Universe). A série Canopus é parcialmente baseada em conceitos do Sufismo, nos quais Lessing foi introduzida por Idries Shah. Trabalhos de ficção anteriores sobre o tema do espaço interior, como Briefing for a Descent into Hell e Memoirs of a Survivor também exploram esses temas. A entrada de Lessing no campo da ficção científica não caiu bem entre muitos críticos literários. Por exemplo, no New York Times, em 1982, o crítico John Leonard escreveu sobre The Making of the Representative for Planet 8 que: "Um dos muitos pecados pelos quais o século XX será responsabilizado é o de ter desencorajado a Sr.ª Lessing.... Ela agora faz propaganda em favor da nossa insignificância no razzmatazz cósmico.” A essa afirmação Lessing replicou: "O que eles não entenderam foi que a ficção científica é alguma da melhor ficção social dos nossos tempos. Também admiro a ficção científica clássica, como Blood Music, de Greg Bear. Ele é um grande escritor ".
Ao contrário de alguns autores, conhecidos principalmente pelos seu trabalho considerado como parte da mainstream social da sua época, Doris Lessing nunca hesitou admitir que escreve ficção científica. Ela foi mesmo a autora convidada de honra na 45.ª World Science Fiction Convention, a Worldcon, fazendo aí um discurso muito bem recebido, no qual descreveu a sua obra de ficção científica Memoirs of a Survivor como "uma tentativa de autobiografia".
A sua novela The Golden Notebook é considerada um clássico feminista por alguns estudiosos, mas não pela própria autora, que mais tarde escreveu que o tema da novela, centrado na análise de estados de ruptura mental como forma de obter uma cura das angústias próprias e de se auto-libertar de ilusões, tinha sido mal compreendido pelos críticos. Ela também lamenta que os críticos tenham ignorado a estrutura excepcional da novela. Como ela explica em Walking in the Shade, Lessing modelou Molly, em grande parte, sobre a sua boa amiga Joan Rodker, filha do autor e editor John Rodker.
Doris Lessing não gosta da ideia de ser considerada como uma autora feminista. Quando inquirida sobre essa asserção, respondeu:
| “ | O que as feministas pretendem de mim é algo que ainda não alcançaram, que apenas pode vir da religião. Querem que eu preste testemunho. O que elas realmente gostariam realmente de me ouvir dizer era: 'Oh, irmãs, eu estou lado a lado convosco na vossa luta a caminho de um amanhecer dourado onde todos esses homens brutais não existirão mais.' Será que querem que as pessoas façam declarações simplistas acerca de homens e mulheres? De facto, querem! Com grande pena minha cheguei a esta conclusão. | ” |

A maior parte do arquivo literário de Doris Lessing é mantida pelo Harry Ransom Humanities Research Center, um centro de investigação na área das humanidades integrado na University of Texas at Austin. As 45 caixas de arquivo ali existentes representam a quase totalidade dos manuscritos e originais dactilografados no período anterior a 1999. Crê-se que os originais dos primeiros livros de Lessing não existam, porque a escritora não guardava os seus manuscritos. Outras instituições, como a McFarlin Library da University of Tulsa mantêm colecções menores.

## Prémios
- Somerset Maugham Award (1954)
- Prix Médicis étranger (1976)
- Österreichischer Staatspreis für Europäische Literatur (1981)
- Shakespeare-Preis der Alfred Toepfer Stiftung F. V. S., Hamburg (1982)
- W. H. Smith Literary Award (1986)
- Palermo Prize (1987)
- Premio Internazionale Mondello (1987)
- Premio Grinzane Cavour (1989)
- James Tait Black Memorial Prize for biography(1995)
- Los Angeles Times Book Prize (1995)
- Premio Internacional Catalunya (1999)
- Order of the Companions of Honour (1999)
- Companion of Literature of the Royal Society of Literature (2000)
- David Cohen British Literary Prize (2001)
- Premio Príncipe de Asturias de las Letras (2001)
- S.T. Dupont Golden PEN Award (2002)
- Nobel de Literatura de 2007, pela sua capacidade de transmitir o sentido épico da experiência feminina e narrar a divisão da civilização com cepticismo, paixão e força visionária.[36]

## Nobel de Literatura 2007
Para receber o Prémio Nobel da Literatura de 2007, a escritora escreveu um discurso e enviou-o à sua editora sueca, que o leu na cerimónia na capital sueca.
Doris Lessing disse num programa de rádio da BBC em Maio de 2008 que o facto de ter recebido o prestigiado prémio em 2007 redundou num "maldito desastre". Isto porque a subsequente atenção dos media, com constantes pedidos para entrevistas e sessões de fotografia, lhe tirou toda a energia para escrever uma linha que seja.

### Crítica à atribuição do Prémio Nobel
A crítica literária em geral recebeu a concessão do Nobel de Literatura a Doris Lessing com surpresa e cepticismo, devido a que não aparecia entre os cotados para o galardão de 2007, apesar de ser uma eterna candidata. Autores como Ana María Moix, Rosa Montero, José María Guelbenzu, ou Mario Vargas Llosa louvaram seus méritos literários depois da concessão do galardão. Contudo, algumas vozes críticas levantaram-se contra esta decisão:
- O crítico literário norte-americano Harold Bloom definiu a decisão da Academia Sueca como "politicamente correta". "Ainda que a senhora Lessing no começo de sua carreira tenha tido algumas qualidades admiráveis, penso que seu trabalho nos últimos 15 anos é um tijolo… ficção científica de quarta categoria."[42]
- O crítico literário alemão Marcel Reich-Rannicki, presente na Feira do Livro de Frankfurt, considerou o Nobel como una "decisão decepcionante". "A língua inglesa tem escritores mais importantes e mais significativos como John Updike ou Philip Roth."[43]
- Também Umberto Eco, no mesmo evento em Frankfurt, apesar de considerar que a autora merecia o prémio, admitiu a sua surpresa pela decisão declarando: "é estranho que um autor de língua inglesa venha a ganhar o prémio tão pouco tempo depois de Harold Pinter."[43]

## Obras publicadas
São as seguintes, ordenadas cronologicamente, as obras publicadas por Doris Lessing:
| - The Grass is Singing (1950) - This Was the Old Chief's Country (colectânea) (1951) - Five (contos) (1953) - Through the Tunnel (1955) - Fourteen Poems (1959) - Children of Violence (série) (1952-1969): - Martha Quest (1952) - Five (contos) (1953) - A Proper Marriage (1954) - A Ripple from the Storm (1958) - Landlocked (1965) - The Four-Gated City (1969) - Going Home (memórias) (1957) - The Habit of Loving (colectânea) (1957) - Wine (contos) (1957) - In Pursuit of the English (ensaio) (1960) - The Golden Notebook (1962) - Play with a Tiger (peça de teatro) (1962) - A Man and Two Women (colectânea) (1963) | - African Stories (colectânea) (1964) - Cat Tales: - Particularly Cats (histórias e não ficção) (1967) - Particularly Cats and Rufus the Survivor (1993) - The Old Age of El Magnifico (histórias e não ficção) (2000) - Briefing for a Descent into Hell (1971) - The Temptation of Jack Orkney and other Stories (colectânea) (1972) - The Summer Before the Dark (1973) - A Small Personal Voice (ensaio) (1974) - Memoirs of a Survivor (1974) - Canopus in Argos: Archives (série) (1979-1983): - Shikasta (1979) - The Marriages Between Zones Three, Four and Five (1980) - The Sirian Experiments (1980) - The Making of the Representative for Planet 8 (1982) - The Sentimental Agents in the Volyen Empire (1983) - Stories (colectânea) (1978) | - Publicadas sob o pseudónimo de Jane Somers: - The Diary of a Good Neighbour (1983) - If the Old Could… (1984) - The Good Terrorist (1985) - Prisons We Choose to Live Inside (ensaios) (1987) - The Wind Blows Away Our Words (1987) - The Fifth Child (1988) - African Laughter: Four Visits to Zimbabwe (memórias) (1992) - London Observed: Stories and Sketches (colectânea) (1993) - Conversations (intervistas editadas por Earl G. Ingersoll) (1994) - Autobiografia de Doris Lessing: - Under My Skin: Volume One of My Autobiography, to 1949 (1994) - Walking in the Shade: Volume Two of My Autobiography 1949 to 1962 (1997) - Spies I Have Known (colectânea) (1995) - Love, Again (1996) - The Pit (colectânea) (1996) - Mara and Dann (1999) - Ben, in the World (uma sequela da obra The Fifth Child) ISBN 0-06-093465-4 (2000) - The Sweetest Dream ISBN 0-06-093755-6 (2001) - The Grandmothers : Four Short Novels ISBN 0-06-053010-3 (2003) - The Story of General Dann and Mara's Daughter, Griot and the Snow Dog (uma sequela da obra Mara and Dann) (2005) - The Cleft (2007), (tradução portuguesa: A Fenda, Lisboa: Editorial Presença, 2008, ISBN.: 978-972-23-3938-4) |